# Нико Жупанич
Нико Жупанич (на словенски: Niko Županič), известен и като К. Герсин (на немски: K. Gersin), е словенски и югослански антрополог и политик.

## Биография
Жупанич е роден в Грибле, Австро-Унгарската империя на 1 декември 1876 година.
Основното си образование получава през 1884 и 1887 година в Подземльо, а между 1887 и 1897 година учи в гимназията в Ново место. След дипломирането си отбива военната служба и учи във Философския факултет на Виенския университет, а после и други специалности, сред които и антропология.
През 1901 година Жупанич във Виена издава културно-историческия вестник „Юг“, а през 1903 година получава докторска степен. През 1907 година Жупанич се мести в Белград по покана на Йован Цвиич, където през 1914 година завежда Етнографския музей.
По време на Балканските войни разгръща политическа и журналистическа дейност, а в периода 1915-1919 година участва в Югославския комитет, имащ за цел федерация на южните славяни в една държава.
През 1919 година като член на делегацията на новосъздаденото Кралство на сърби, хървати и словенци участва в мирна конференция в Париж. Става член на Националната радикална партия и е министър без портфейл в правителството на Никола Пашич през 1922-1923 година.
Жупанич е основава Етнографския музей (тогава Етнографски институт) в Любляна през 1921 и е негов пръв директор от 1923 до 1940 година. През 1926 година издава първия словенски етнографски вестник „Етнолог“, а през 1940 става ръководител на катедра „Етнология“ в университета в Любляна.
Умира в Любляна, НР Словения, Югославия  на 11 септември 1961 година.

## Трудове
- Macedonien und das türkische Problem (Македония и турският проблем), 1903
- Žumberčani i Marindolci (Жумберчани и Мариндолци), 1912
- Pontijski Bugari (Понтийските българи), 1913
- Hrvati kod Atine (Хърватите в Атина), 1914
- O Slovencima, 1915 (в съавторство с Ivan Mestrovic)
- Les premiers habitants des pays Yougoslaves, 1919
- Etnogeneza Jugoslovena (Етногенезис на югославяните), In: Rad 222, 1920
- Tragom za Pelazgima, 1922
- Srbi Ptolomeja i Plinija, 1924
- Prvobitni Hrvati (Първобитните хървати), 1925
- Altserbien und die albanische Frage (Стара Сърбия и албанският въпрос), 1912
- The strategical significance of Serbia (Стратегическото значение на Сърбия), 1915